# Monochaetum lindeneanum
Monochaetum lindeneanum är en tvåhjärtbladig växtart som beskrevs av Charles Victor Naudin. Monochaetum lindeneanum ingår i släktet Monochaetum och familjen Melastomataceae. Inga underarter finns listade i Catalogue of Life.